# Dicerandra radfordiana
Dicerandra radfordiana är en kransblommig växtart som beskrevs av Huck. Dicerandra radfordiana ingår i släktet Dicerandra och familjen kransblommiga växter. Inga underarter finns listade i Catalogue of Life.